# Qué Pasa
Qué Pasa es un medio de comunicación chileno que circuló en formato de revista entre el 23 de abril de 1971 y mayo de 2018, dedicado a temáticas de actualidad, política, negocios y cultura. Desde mayo de 2018 existe como un medio digital orientado principalmente a temas científicos.
De ideología de derecha, se creó como una línea editorial opositora al gobierno de Salvador Allende. Su fundador y director, Gonzalo Vial Correa, fue el creador del Libro blanco del cambio de gobierno en Chile que difundió el Plan Zeta, inventado como justificación del golpe de Estado de 1973 que derrocó a Salvador Allende y dio comienzo a la dictadura militar de Augusto Pinochet.

## Historia

### Revista
La publicación fue fundada en abril de 1971 por Cristián Zegers, Gonzalo Vial Correa, Jaime Martínez Williams, Emilio Sanfuentes y Hermógenes Pérez de Arce, entre otros. El nombre de la revista fue sugerido por Jaime Guzmán, quien, consultado por un nombre tentativo, dijo que en España (donde había viajado recientemente) vio una revista llamada así.

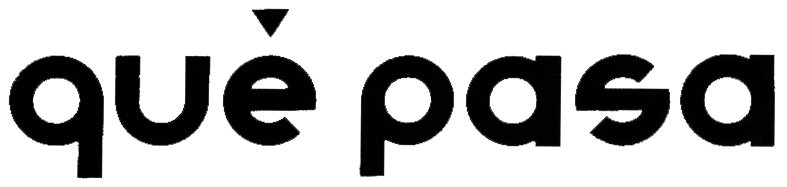
Primer logotipo de Qué Pasa.

Inicialmente el grupo creó una revista llamada Portada, de orientación católica, siguiendo una idea del historiador Jaime Eyzaguirre. Luego del triunfo de Salvador Allende en la elección presidencial de 1970, decidieron crear una revista orientada a la contingencia política y de línea editorial opositora al gobierno de la Unidad Popular. Portada siguió circulando luego de que fuese creada Qué Pasa.
La revista fue por muchos años, publicación de Editorial Portada Ltda. (1977-1990), y en febrero de 1990 pasó a pertenecer al Consorcio Periodístico de Chile (Copesa).
Todos los años, la revista publicaba un ranking de las universidades chilenas (véase clasificación académica de universidades de Chile).

### Medio digital
En mayo de 2018, la revista dejó de circular en formato de papel para convertirse en "un futuro proyecto digital". Este fue anunciado en octubre del mismo año, consistiendo en un medio de múltiples plataformas y de actualización diaria dedicado a la ciencia, el medio ambiente y temas sociales.

## Directores
- Gonzalo Vial Correa (22 de abril de 1971-20 de marzo de 1975)
- Jaime Martínez Williams (27 de marzo de 1975-31 de enero de 1980)
- Constanza Tomassini Olivares (20 de marzo de 1980-5 de febrero de 1982)
- Roberto Pulido Espinosa (4 de marzo de 1982-20 de noviembre de 1993)
- Cristián Bofill Rodríguez (27 de noviembre de 1993-19 de diciembre de 1998)
- Bernardita del Solar Vera (26 de diciembre de 1998-1 de julio de 2000)
- Oscar Mertz Zawadzki (8 de julio de 2000)[6]